# Zwergammer

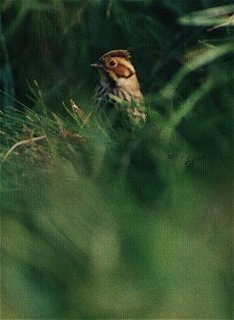
Zwergammer (aufgenommen auf Helgoland)

Die Zwergammer (Emberiza pusilla) ist eine Vogelart aus der Familie der Ammern (Emberizidae). Die Zwergammer ist wie die Waldammer, die Weidenammer und die Schneeammer ein Vogel der nördlichen Regionen, der in der Tundra brütet.

## Beschreibung
Außerhalb der Paarungszeit ist die Zwergammer eher unscheinbar gefärbt. Die wichtigsten Merkmale, um sie von anderen Arten (wie der ähnlich aussehenden Waldammer oder Rohrammer) zu unterscheiden, sind ihre geringe Größe und ihre rotbraunen Wangen. 
In der Paarungszeit treten die Farben beim Männchen deutlich hervor. Jetzt werden Scheitel und Wangen kastanienbraun mit kräftiger schwarzer Begrenzung. 
Die Oberseite ist braun-schwarz gestreift, die weiße Unterseite ist mit feinen, schwarzen Streifen versehen. Das Weibchen ist wesentlich matter als das Männchen.
Im Flug wirkt die Ammer eher gedrungen. 
Mit einer Länge von 13,5 cm und einem Gewicht von 15 g gehört sie zu den kleineren Arten der Familie.

## Lebensraum

Verbreitung der Zwergammer:
Brutgebiete
Überwinterungsgebiete

Die Zwergammer ist ein Zugvogel. Sie brütet in der Tundra  Nordasiens  und Nordosteuropas, wo sie vor allem in Nordfinnland brütet. Sie hat aber auch schon in Nordnorwegen und Schweden gebrütet. Bevorzugt werden wassernahe Standorte – häufig findet man sie im Weidengebüsch in Flusstälern und Sümpfen. 
Den Winter verbringt sie in den Subtropen von Nordindien, Südchina und den nördlichen Teilen von Südostasien. Gelegentlich verirren sich einzelne Vögel auch in Westeuropa. In Deutschland werden sie meistens auf Helgoland gesehen.

## Gesang und Nahrung
Die Zwergammer ernährt sich hauptsächlich von Samen, die Jungvögel werden auch oft mit Insekten gefüttert. 
Die Rufe sind kurz, wie „phuick“ oder „tschick“. Der Gesang, ein mit wechselnden Tonhöhen gesungenes „zwi zwi zwi zwiehdi-di“, ist ammernartig und erinnert an den der Goldammer und des Ortolans.

## Brut

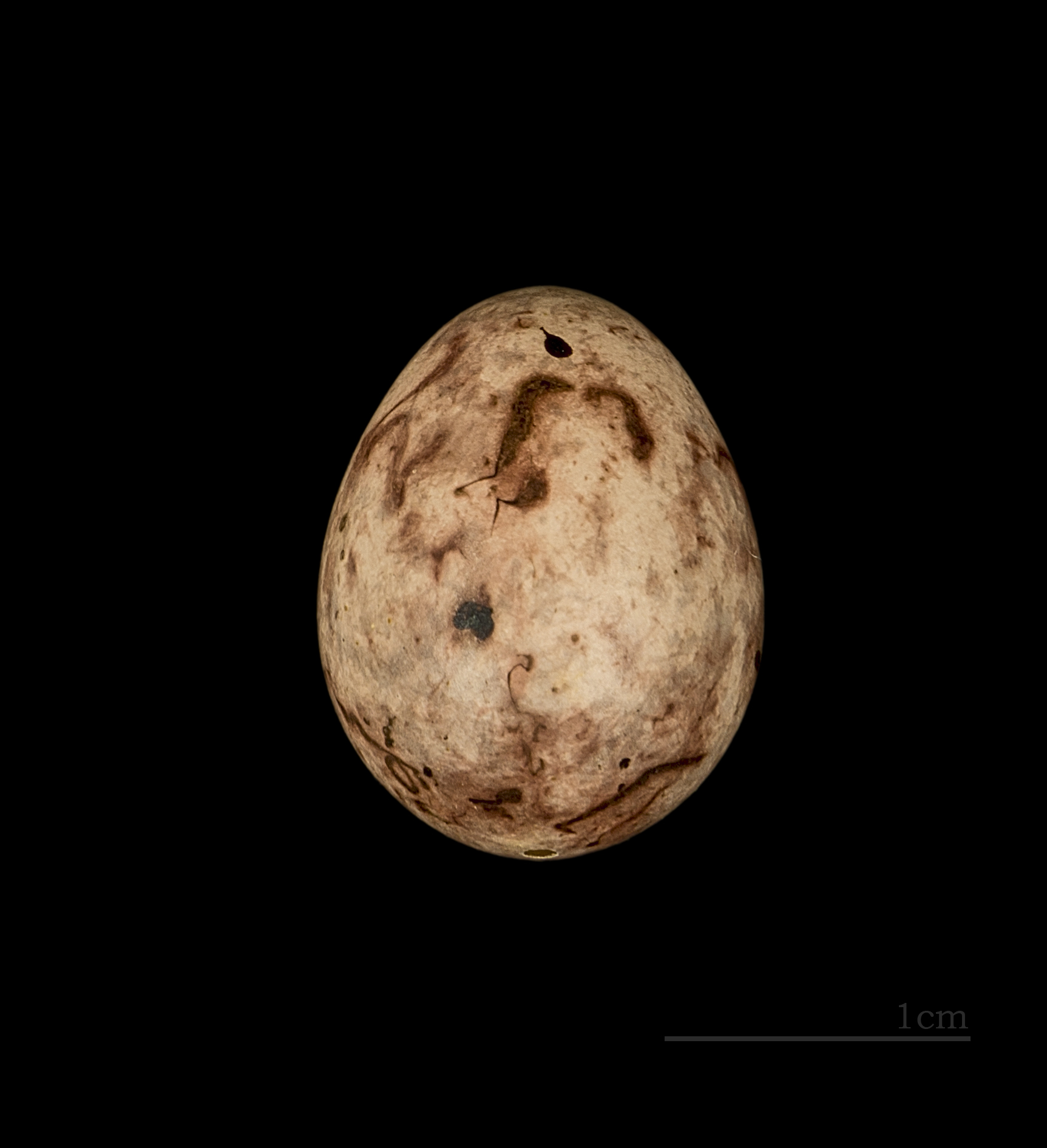
Emberiza pusilla

Das Nest wird am Boden oder in Bodennähe im Weidengebüsch oder in kleinen Birken errichtet. Zum Bau verwendet der Vogel Halme, Moos und Flechten; zur Polsterung wird die Innenseite mit feinem Gras und Haaren ausgelegt. 
Die Eier, 4–5 an der Zahl, sind hellgrau bis grünlich und etwa 19 mm lang. Sie werden 11–12 Tage bebrütet. Pro Jahr gibt es eine, manchmal auch zwei Bruten.